# Hans Wagner (Bildhauer)
Hans Wagner (* 25. Januar 1905 in Alzey; † 15. Juli 1982 in Bad Soden am Taunus) war ein deutscher Bildhauer und Maler.

## Leben

### Kindheit und Familie
Hans Wagner wurde am 25. Januar 1905 als ältester von vier Söhnen in Alzey geboren. Seine Eltern waren Johann Lorenz Wagner und Caroline Wagner (geb. Hüller) aus Dieburg. Sein Vater übernahm 1906 im Auftrag des Hessischen Ministeriums die Leitung der neu gegründeten Gewerbeschule in Colmar. Seine Kindheit verbrachte Hans Wagner in Colmar. Im April 1917 musste er, aufgrund von Kriegswirren die Schule in Colmar verlassen und wechselte in eine Schule in Sasbach am Kaiserstuhl.
Nachdem der Krieg verloren war, trat im Juni 1919 der Versailler Vertrag in Kraft, in dem das Elsass zurück an Frankreich fiel. Die dort ansässigen Deutschen mussten entweder die französische Staatsbürgerschaft annehmen oder das Land verlassen. Die Familie Wagner verließ daraufhin das Elsass und zog nach Urberach. Dort arbeitete sein Vater weiterhin als Lehrer, aber auch als Architekt und als Revisor der Handwerker- und gewerblichen Fortbildungsschule. Dort beschäftigte sich der 15-jährige Hans unter Anleitung des Vaters mit modellieren und zeichnen.

### Studium und erste Arbeiten
Von April 1921 bis Juli 1923 studierte Hans Wagner an der Städtischen Kunstgewerbeschule (heute Staatliche Hochschule für Bildende Künste – Städelschule) in Frankfurt am Main. Dort wurde er in den Meisterklassen für Großplastik von Friedrich Christoph Hausmann und in der dekorativen Malerei von Johann Vincenz Cissarz unterrichtet.
Nach dem Studium geriet er zunächst in die Arbeitslosigkeit und lebte wieder bei seinen Eltern. Zunächst sollte er seinem Vater im Büro und bei Hausarbeiten helfen, was er nur widerwillig tat. Ab Juni 1924 arbeitete Hans Wagner als Bildhauer bei der Bildhauer- und Steinmetz-Firma Heinrich Dieter in Eberstadt. Hier lernte er weitere Fähigkeiten in der Holz und Steinbildhauerei.
Ende 1924 siedelte Hans Wagner nach Norddeutschland über und arbeitete dort in Hamburg im Deutschen Schauspielhaus, wo er eine Ausbildung zum Theatermaler begann. Hier lernte er auch seine erste Frau kennen, die Schauspielerin Inge Schmidt. Die Ehe mit ihr dauerte zwei Jahre. Nachdem er die Ausbildung beendet hatte, unternahm er eine einjährige Studienreise nach Rom und Paris. In Italien erlernte er verschiedene neue Techniken, unter anderem mehrere Maler- und Stuckarbeiten, sowie die Kratzputz- und die Freskomalerei. Als er wieder nach Deutschland zurückkam arbeitete er unter anderem als freischaffender Künstler und war in Hamburg, Lübeck und Leipzig tätig.
Daraufhin lernte er seine zweite Frau, Inge Vock kennen, welche Schauspielerin am Thalia Theater war. Neben den Theatermalereien arbeitete er weiterhin als freier Bildhauer, wobei er sich auf die Bereiche der Bauplastik sowie der Wandmalerei spezialisierte. So konnte er über seine Bekanntschaft mit Architekt Fritz Höger ein Atelier im Klostertorhof, in dem Höger sein Büro hatte, beziehen. Er wurde engster künstlerischer Berater Högers. Für dessen Sprinkenhof in Hamburg schuf er vier Sandstein-Großplastiken. Zwei von ihnen wurden 1943 durch einen Bombentreffer zerstört, zwei blieben erhalten: Ein Mann -Reeper- mit seinem Werkzeug über der Schulter und eine Frau, die ihren Fuß auf einen Fisch gesetzt hat.
Weitere Werke zu dieser Zeit waren zwei Klinker-Löwen für das Rathaus in Wilhelmshaven, einige Muschelkalkreliefs für das Busse-Denkmal in Bremerhaven und mehrere Wandmalereien für das Landratsamt in Meppen. Im Februar 1935 starb sein Vater. Im Mai 1937 fand eine große Ausstellung seiner Werke zusammen mit Fritz Höger und Arthur Illies im Verein Berliner Künstler statt. 1941 hielt er sich für längere Zeit in Bremen auf, wo er mehrere Privataufträge ausführte.

### Wehrmacht und Nachkriegszeit
1941 wurde Hans Wagner zur Wehrmacht einberufen und zunächst als Infanterist bei der 2. Kompanie Infanterie-Ersatz-Bataillon 377 Verden/Aller stationiert. Später wurde er zur Landesschützen-Bataillon in Bad Zwischenahn versetzt. Krankheitsbedingt, aber „garnisonsverwendungsfähig“ wurde er nach Lüneburg zum Landesschützen-Ersatz-Bataillon versetzt. Während der Wehrmachtszeit schuf er eine Vielzahl an Wandgemälden in den Offizierskasinos.
1942 heirateten Hans Wagner und Inge Vock. Im selben Jahr zog die Mutter von Urberach nach Bad Soden am Taunus und erwarb dort ein Grundstück am Burgberg. 1943 wurden das Atelier sowie die gemeinsame Wohnung in Hamburg durch Spreng- und Brandbomben zerstört. Dabei gingen zahlreiche Werke von Hans Wagner verloren. Im April 1944 kam die Tochter Andrea in Lindschied zur Welt, während Hans Wagner im dortigen Offizierskasino eines seiner letzten Wandgemälde schuf.
Nach dem letzten großen Bombenangriff in Hamburg floh die Familie aus der Stadt und kam zunächst im Munster-Lager unter. Hier bekam Hans Wagner einige Porträt-Aufträge und konnte damit seine Familie über Wasser halten. 1947 zog er mit seiner Familie wieder zurück nach Hamburg. Während der Berlin-Blockade von Juni 1948 bis Mai 1949 war die Ehefrau Inge Wagner die nächtliche Luftbrücken-Stimme des NWDR. Hans Wagner tätigte währenddessen weiterhin kleine Privataufträge und unterrichtete einige Schüler, darunter zum Beispiel Clemens Neuhaus. Zur selben Zeit etwa lernte er Hans Waltenberg kennen, welcher Direktor der Deutschen Bundesbahn war. Dadurch erhielt Wagner deutschlandweit Aufträge für Wandgemälde, Mosaiken, Fresken und anderes in deutschen Bahnhöfen.

### Zeit in Bad Soden

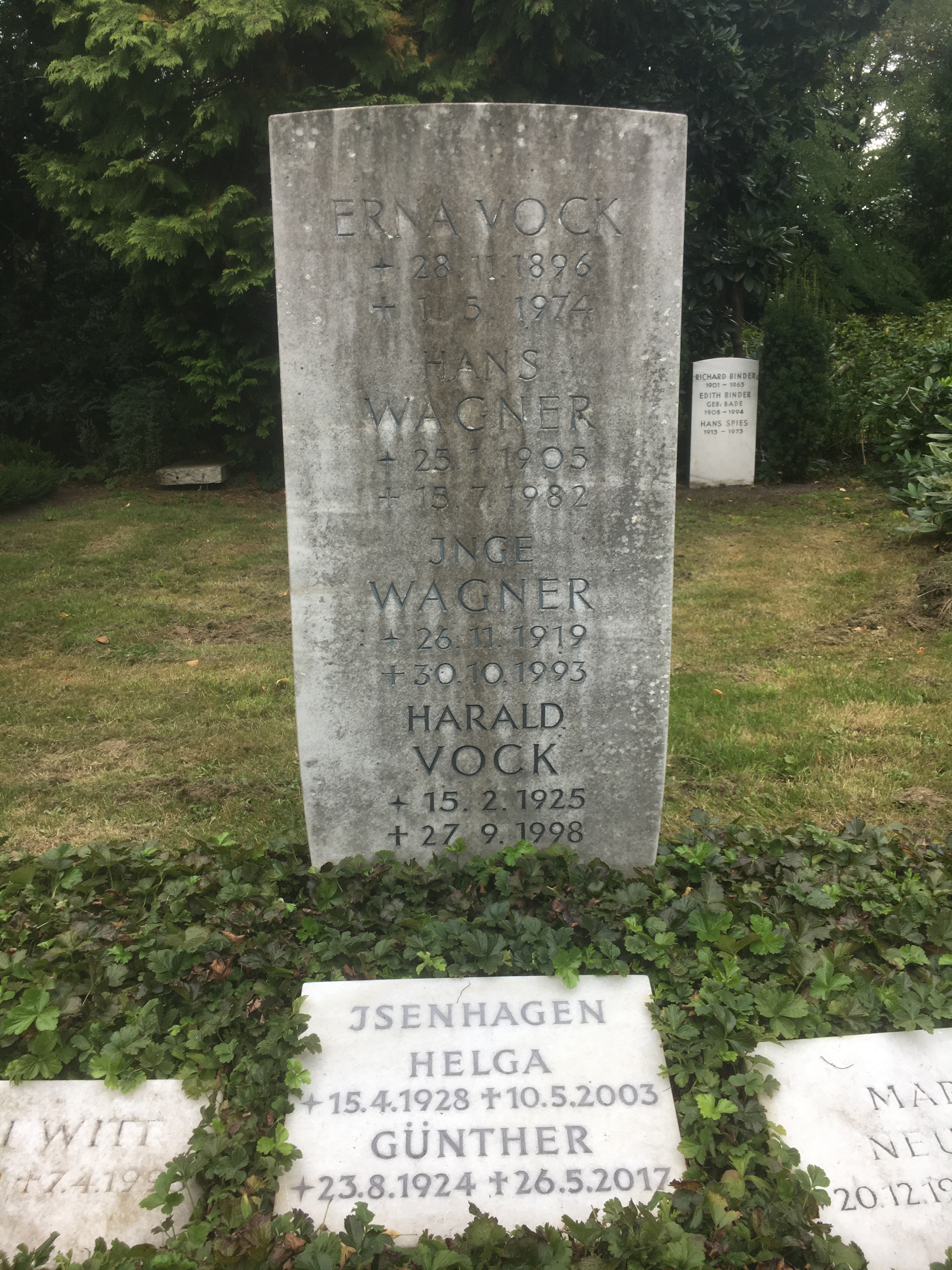
Grabstätte auf dem Friedhof Ohlsdorf

Im September 1949 überschrieb die Mutter ihm ein Grundstück in Bad Soden am Burgberg. Daraufhin baute er sich dort ein kleines Haus aus Trümmermaterialien. Zu dieser Zeit schuf er den Marienzyklus für die katholische Kirche in Schneidhain und das Wandgemälde im Westbahnhof in Frankfurt am Main.
Im Januar 1951 zog die Familie in das fertiggestellte Haus am heutigen Eichendorffweg in Bad Soden am Taunus. Durch die Bauprojekte seines Bruders Ferdinand bekam er viele öffentliche und private Aufträge im gesamten Frankfurter Raum. Unter anderem schuf er mehrere Mosaiken und Flachreliefs rund um den Frankfurter Römerberg. In den nächsten Jahren schuf Hans Wagner weitere Werke, darunter eine Fassadenmalerei am Flugplatz Erbenheim, den Bronze-Löwen auf dem Rüsselsheimer Löwenplatz sowie Mosaiken, Glasmalereien, Skulpturen und Fresken in der katholischen St.-Katharina-Kirche in Bad Soden, der Heilig-Kreuz-Kirche in Bad Homburg-Gonzenheim und in der St. Gallus-Kirche in Urberach.
In den 1970er Jahren schuf er weitere Skulpturen und Fresken in Bad Soden, unter anderem ein vergoldetes Keramikrelief im Thermalbad, das Vier-Jahreszeiten-Thermalbad, und ein Bronzerelief an der Hasselgrundhalle. In den letzten Jahren vor seinem Tod beschäftigte er sich nur noch mit Zeichnungen, Malereien, Kleinplastiken und -reliefs, die sich zum großen Teil im Familienbesitz befinden. Am 15. Juli 1982 starb Hans Wagner nach Krebsleiden in Bad Soden am Taunus. Beigesetzt wurde er auf dem Hamburger Friedhof Ohlsdorf. Er ruht nordöstlich von Kapelle 6 im Planquadrat AF 33. 

## Werke (Auswahl)

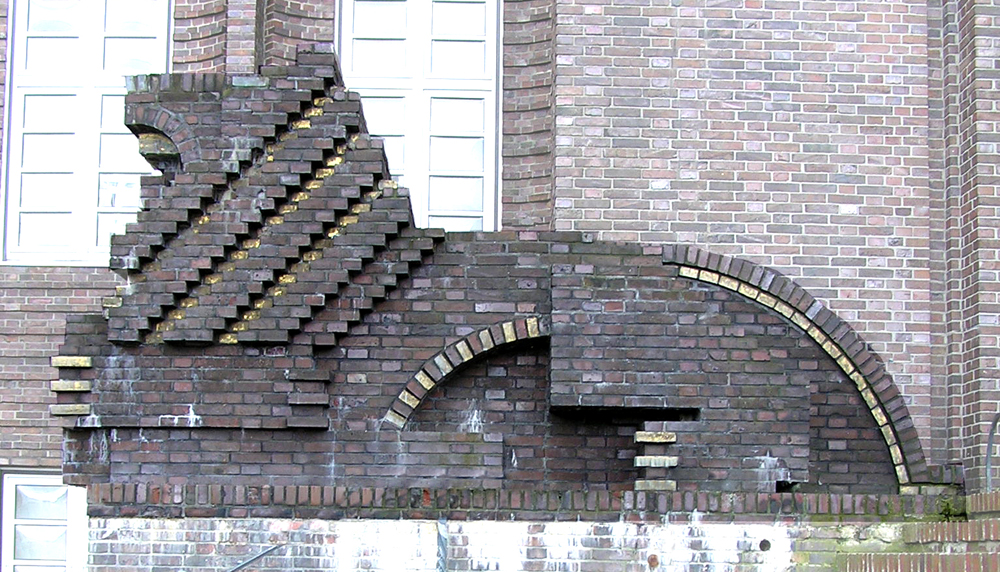
Löwenskulptur am Rathaus von Wilhelmshaven

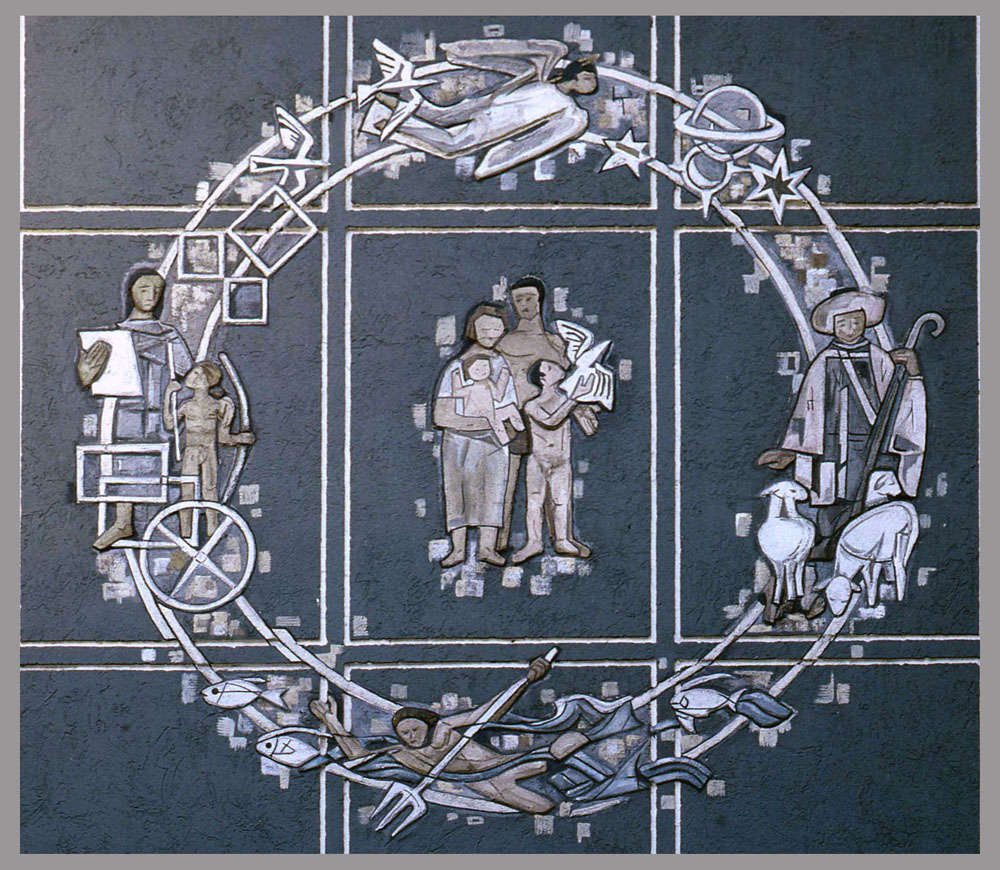
Das Weltenrad am Frankfurter Mainufer

- Zwei Löwen am Hauptportal des Wilhelmshavener Rathauses; geschaffen 1929
- Bärenskulptur im Berliner Zoo; geschaffen 1930
- Zwei Großskulpturen aus gelben Sandstein am Ostportal des Sprinkenhof in Hamburg (ursprünglich waren es 4 Skulpturen; 2 wurden 1943 durch eine Bombe zerstört); geschaffen 1932
- Fünf Reliefs aus Muschelkalkstein am Busse-Denkmal in Bremerhaven; geschaffen 1936
- Marienzyklus in der katholischen Kirche in Schneidhain, Ölgemälde auf Sperrholzkassetten in der Emporenbrüstung; geschaffen 1949
- Karlssage am südlichen Römerberg, Flachrelief; 1925–1955
- Weltenrad, Flachrelief im Innenhof und Sgraffiti mit Handwerkszeichen an den Straßenfassaden des Torhauses; geschaffen 1952–1955
- Storch, Hochrelief aus Kunststein am Haus Zum Storchen; geschaffen 1952–1955
- Himmlische Liturgie und Geheime Offenbarung in der Hl. Kreuz-Kirche in Gonzenheim, 4 Großfenster Glasmalerei; geschaffen 1954
- Thronender Christus, Hochaltargemälde in der St.-Gallus-Kirche in Urberach; geschaffen 1955
- Mehrere Werke in der St.-Katharina-Kirche in Bad Soden am Taunus: Gekreuzigter Christus (Glasmosaik-Mandorla), Christi Taufe und Christi Auferstehung (Glasmosaiken), Pietà (Keramikmosaik), Erzengel Gabriel und Erzengel Michael (Wandgemälde mit Kratzputz-Technik), Ich bin die Tür (Wandfresko); geschaffen 1956
- Nixe mit Heilwasserschale und Nixe mit Sodener Wappen, Basreliefs in den Bogenfeldern der Türen im Sodener Badehaus; geschaffen 1961
- Vier-Jahreszeiten-Thermalbad im Thermalbad in Bad Soden am Taunus
- Theater – Sport – Musik Kupfer-Relief an der Hasselgrundhalle in Bad Soden am Taunus; geschaffen 1974
- Löwe, Bronze-Großplastik auf dem Löwenplatz in Rüsselsheim am Main; geschaffen 1974

## Galerie

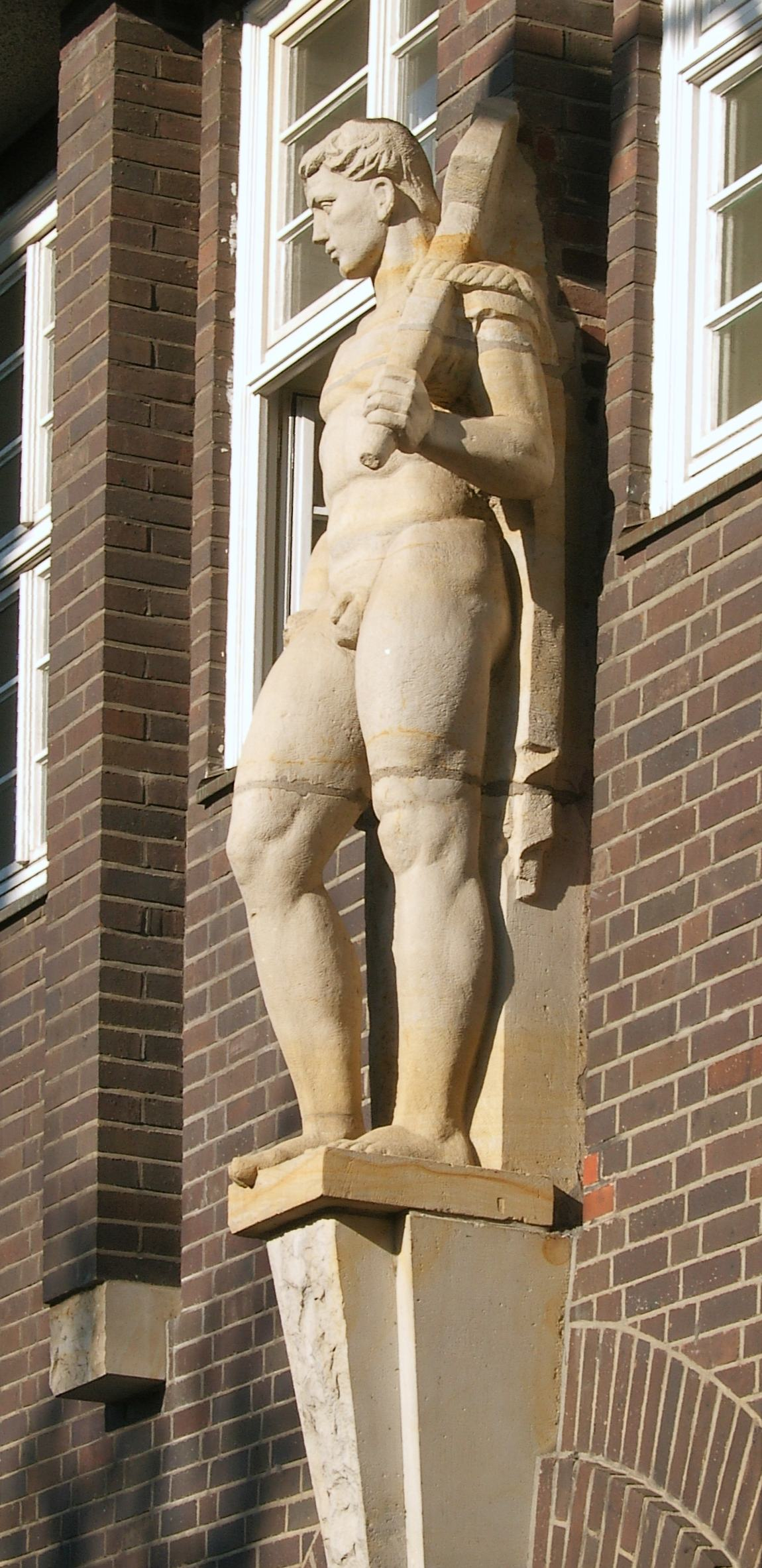
Männliche Figur mit Hammer am Hamburger Sprinkenhof
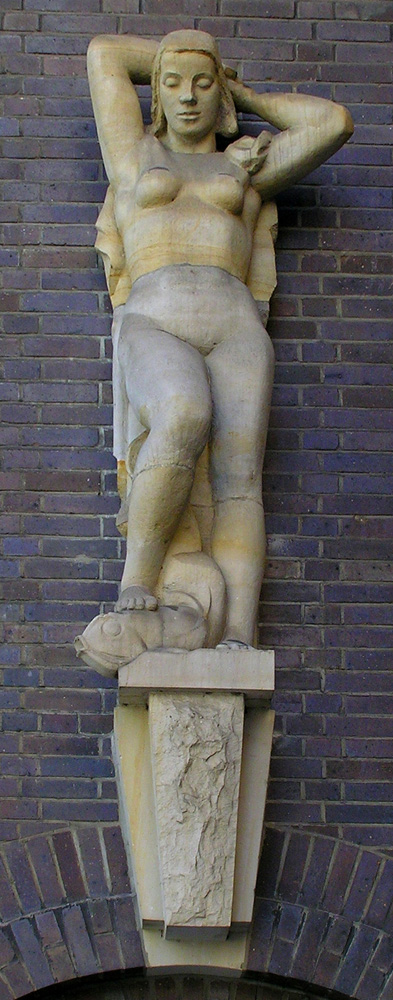
Frau mit Fisch am Hamburger Sprinkenhof
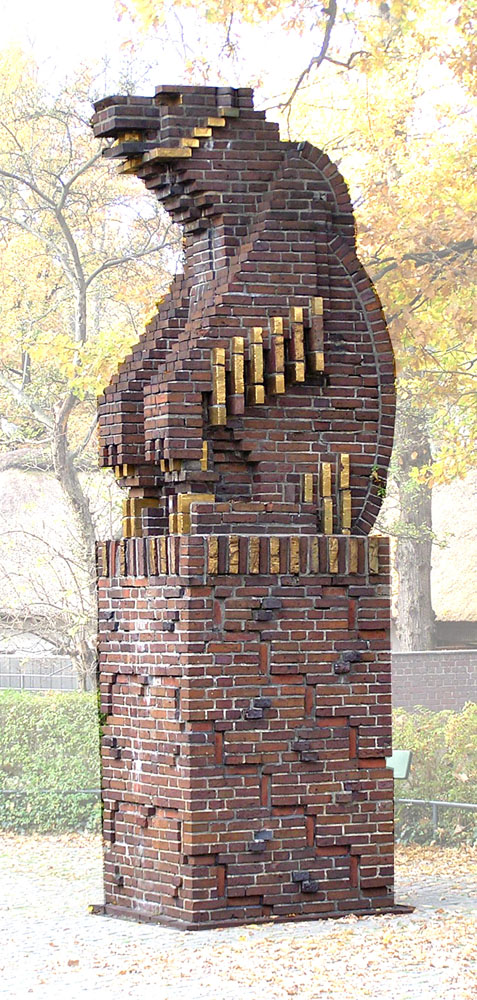
Bärenskulptur im Berliner Zoo
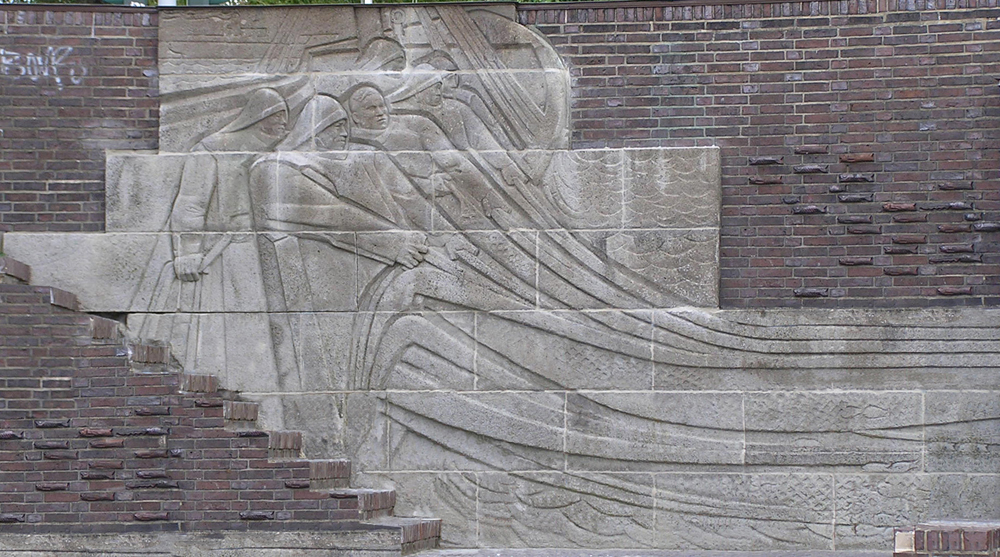
Das Busse-Denkmal in Bremerhaven
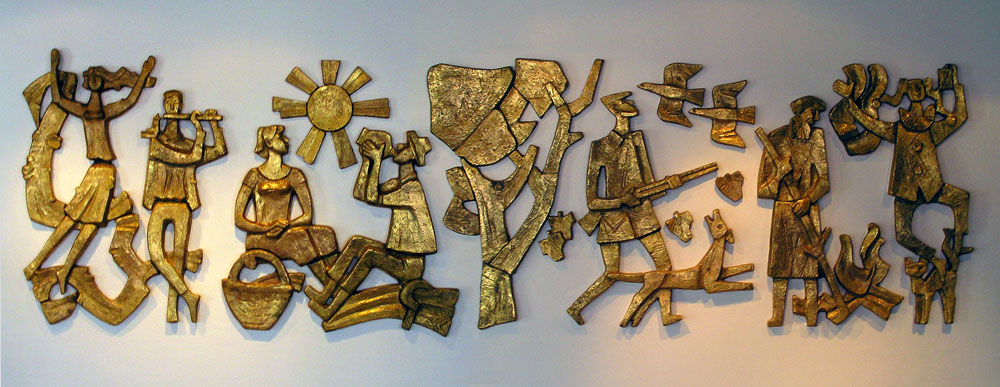
Vier Jahreszeiten Relief im Thermalbad Bad Soden
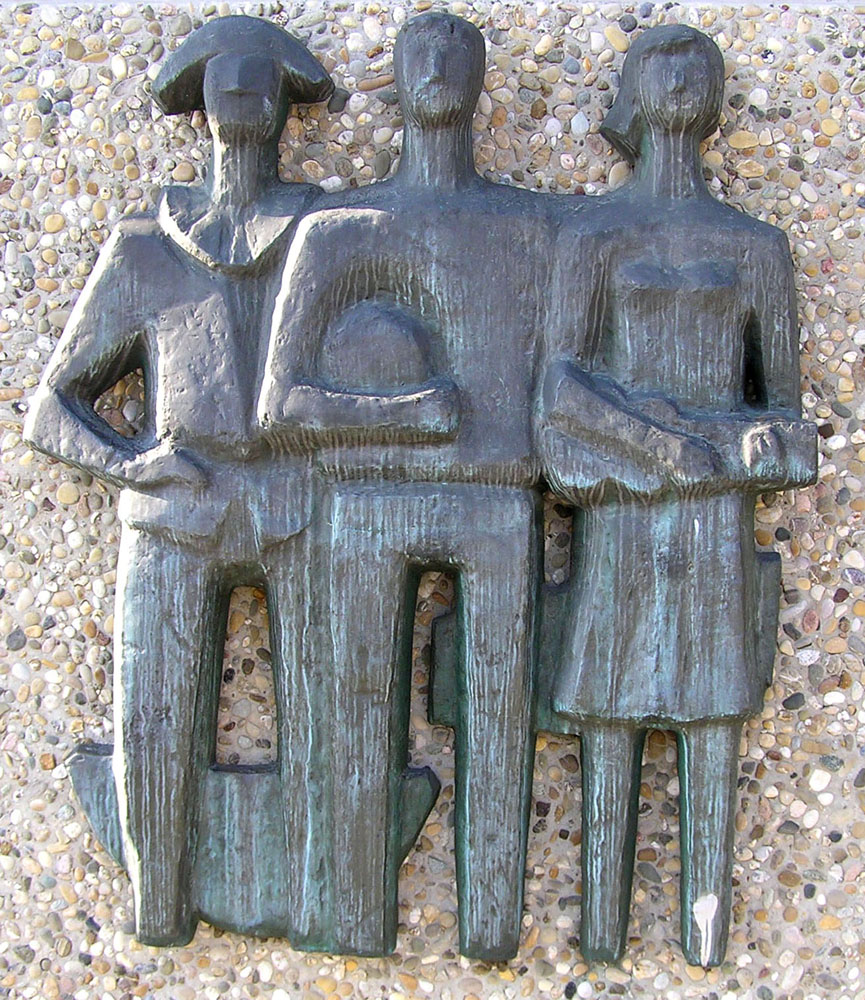
Bronzeskulptur an der Hasselgrundhalle in Bad Soden am Taunus
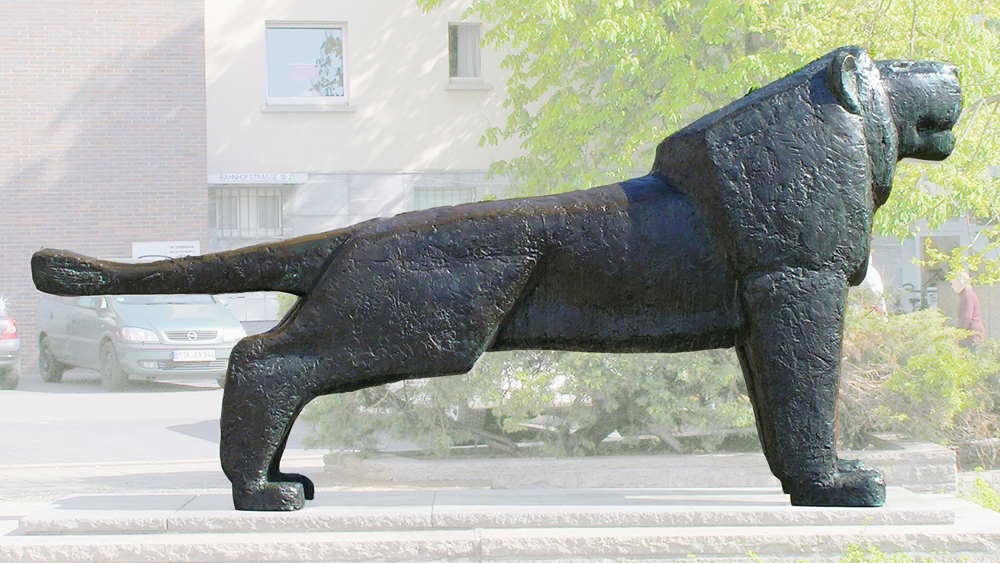
Löwenskulptur auf dem Löwenplatz in Rüsselsheim am Main